# Гексапла
Гексапла (дав.-гр. Ἑξαπλᾶ; лат. Hexapla) — синоптичний звід текстів Старого Завіту, складений Оригеном приблизно до 245 року; перший в історії зразок біблійної критики, що не мав в античності аналогів.
Мета складання зводу дискутується. Швидше за все, книга призначалася для християнсько-рабинської полеміки щодо зіпсованості тексту Писання. Звід включав єврейський текст, додані в грецькій транскрипції в текст додаткові знаки (що вказують голосні звуки і інші нюанси вимови) і як мінімум чотири паралельних грецьких переклади, в тому числі Септуаґінту. В цьому плані він є прототипом пізніших поліглотт. У ряді джерел повідомляється, що для Псалтиря існували ще два або три варіанти перекладу, як і для деяких пророчих книг. В кінці життя Ориген створив скорочену версію своєї праці — Тетраплу, що включала тільки чотири грецьких переклади (звідси назва).
Обсяг Гексапли міг становити 3 000 пергаментних аркушів, тому дана праця ніколи не копіювалася в повному обсязі. Після складання вона була перевезена в Кесарійську бібліотеку. У IV столітті Септуаґінта в редакції Оригена була переписана з Гексапли, при цьому науковий апарат Оригена в цій копії був проігнорований.